# 米伦塔尔
米伦塔尔（德語：Mühlental）是德国萨克森州的市镇，隶属于福格特兰县。总面积为39.64平方千米，截至2023年12月31日总人口为1,213人。